# أندرزي بونكول
أندرزي برنارد بونكول (بالبولندية: Andrzej Bernard Buncol)‏، من مواليد 21 سبتمبر 1959 في غليفيس في بولندا، لاعب كرة قدم بولندي سابق.
لعب مع العديد من الفرق وأشهرها نادي هامبورغ الألماني ونادي باير ليفركوزن الألماني.
لعب مع منتخب بولندا لكرة القدم.

## وصلات خارجية
- أندرزي بونكول على موقع الاتحاد الدولي (مؤرشف)  (الإنجليزية)
- أندرزي بونكول على موقع قاعدة بيانات كرة القدم.إي يو (الإنجليزية)
- أندرزي بونكول على موقع بيانات كرة القدم. دي إي (الألمانية)
- أندرزي بونكول على موقع ناشيونال فوتبول تيمز (الإنجليزية)
- أندرزي بونكول على موقع عالم كرة القدم.نت (الإنجليزية)